# Anora
Az Anora 2024-ben bemutatott amerikai romantikus filmdráma, amelyet Sean Baker írt és rendezett. A főbb szerepekben Mikey Madison, Mark Ejgyelstéjn, Jurij Boriszov, Karren Karagulian és Vache Tovmasyan látható.
Az Amerikai Egyesült Államokban 2024. október 18-án, Magyarországon 2024. november 7-én mutatták be a mozikban.
A film számos elismerésben részesült. A filmet a National Board of Review és az Amerikai Filmintézet is 2024 tíz legjobb filmje közé sorolta. A 97. Oscar-gálán hat jelölést kapott, és öt díjat el is nyert, többek között a legjobb film, legjobb rendező, legjobb színésznő (Madison), legjobb eredeti forgatókönyv és legjobb vágás kategóriákban. A film további hét jelölést kapott a 78. BAFTA-gálán, ebből kettőt megnyert, öt jelölést a 82. Golden Globe-gálán, három jelölést a 31. Screen Actors Guild-gálán valamint elnyerte a 70. David di Donatello-díjat a legjobb nemzetközi film kategóriában.

## Cselekmény
Anora „Ani” Mikheeva, egy 23 éves sztriptíztáncosnő, Brighton Beachen él, a Brooklynban található orosz-amerikai negyedben. Főnöke bemutatja őt Ivan „Ványa” Zakharovnak, a 21 éves orosz oligarcha, Nyikolaj Zakharov fiának, aki egy oroszul jól beszélő nőt keres. Bár Ványa hivatalosan tanulmányai miatt tartózkodik az Egyesült Államokban, ideje nagy részét bulizással és videójátékokkal tölti szülei fényűző brooklyni villájában.
Ványa több alkalommal is felfogadja Anorát szexuális együttlétekre. Meghívja őt egy szilveszteri buliba a villába, majd másnap 15 000 dollárt ajánl fel neki, hogy legyen a barátnője egy hétre. A hét során Anora együtt bulizik Ványával és barátaival, majd egy fényűző utazásra indulnak Las Vegasba. Az út végén Ványa elárulja, hogy hamarosan végleg vissza kell térnie Oroszországba, hogy apja cégénél dolgozzon. Elégedetlenségét fejezi ki a szüleivel szemben, és kijelenti, hogy nem kellene visszamennie, ha feleségül venne egy amerikai nőt. Hirtelen házassági ajánlatot tesz Anorának. A lány eleinte habozik, de végül igent mond, miután Ványa meggyőzi őt, hogy az érzései őszinték. Las Vegasban egy gyors esküvői kápolnában összeházasodnak. Ványa drága jegygyűrűt és bundát vásárol Anorának. A lány felmond a munkahelyén és beköltözik Ványa villájába. Amikor a házasság híre Oroszországba is eljut, Ványa anyja, Galina parancsot ad Ványa örmény keresztapjának, Torosnak, hogy találja meg őket és intézze el a házasság érvénytelenítését. Galina és férje, Nyikolaj, közben repülőre szállnak, hogy személyesen intézkedjenek az Egyesült Államokban.
Toros elküldi embereit, Garnikot és Igort a villába. Ők közlik Ványával, hogy a szülei visszaviszik Oroszországba, majd feldühítik Anorát azzal, hogy prostituáltnak nevezik, és azt állítják, Ványa csak a zöldkártya miatt vette el. Ványa elmenekül a házból, Anora pedig heves küzdelembe keveredik Garnikkal és Igorral, mielőtt azok lefognák őt. Amikor Toros megérkezik, elmondja Anorának, hogy a villa és a vagyon nem Ványáé, hanem a szüleié, ő maga pedig éretlen és anyagilag teljesen a családjára van utalva. Toros elveszi Anora jegygyűrűjét, betömi a száját, és 10 000 dollárt ajánl az érvénytelenítésért cserébe. Anora ragaszkodik hozzá, hogy ő és Ványa szeretik egymást, de végül beleegyezik, hogy segít megtalálni a fiút.
Anora, Toros, Garnik és Igor átfésülik Brooklynt. Anora megtudja barátaitól, hogy Ványa a korábbi munkahelyén, a sztriptízklubban van, ahol épp Diamond, egy rivális táncosnő szórakoztatja. Kihúzzák Ványát a klubból, de ő túl részeg ahhoz, hogy figyeljen rájuk, így kénytelenek az éjszakát a bíróság előtt tölteni. Az érvénytelenítési kérelem végül elutasításra kerül, mivel a házasság Nevadában köttetett.
A repülőtéren Anora oroszul mutatkozik be Nyikolajnak és Galinának, ám Galina elutasítóan viselkedik vele. Ványa, engedve szülei akaratának, ridegen közli Anorával, hogy a házasságuknak véget kell vetni, miközben Galina utasítja a társaságot, hogy szálljanak fel a Las Vegasba tartó gépre. Mivel nem írtak házassági szerződést, Anora válással fenyegetőzik, hogy részesedést követeljen a vagyonból, de Galina anyagi ellehetetlenítéssel fenyegeti meg, ha nem működik együtt. Miután Anora felismeri Ványa gyávaságát és családja hatalmát, aláírja az érvénytelenítési papírokat. Igor javasolja Ványának, hogy kérjen bocsánatot Anorától, de Galina tiltakozik. Anora ezután sértő szavakkal illeti mind Ványát, mind Galinát, és távozik. Azt mondja Galinának, hogy Ványa csak azért házasodott meg, hogy bosszút álljon rajta.
Igor visszaviszi Anorát New Yorkba, hogy összeszedje a holmiját. A villában Anora szembesíti Igort a korábbi összetűzésükkel, megvádolja azzal, hogy bántalmazta őt, és kijelenti: ha kettesben lettek volna, meg is erőszakolta volna. Igor biztosítja róla, hogy ő nem erőszakoló, és nem állt szándékában ilyesmit tenni. Másnap reggel Igor átadja Anorának a Toros által ígért pénzt, majd hazaviszi. Az autóban jó szándékának jeleként visszaadja neki a jegygyűrűt. A gesztustól meghatódva Anora kezdeményez vele szexet, ám amikor Igor megpróbálja megcsókolni, Anora megállítja, majd összeomlik és zokogni kezd a karjaiban.

## Szereplők
| Szereplő              | Színész               | Magyar hang            | Leírás                                                                             |
| --------------------- | --------------------- | ---------------------- | ---------------------------------------------------------------------------------- |
| Anora "Ani" Mikheeva  | Mikey Madison         | Pekár Adrienn          | Drágán dolgozó sztriptíztáncosnő a Headquarters sztriptízklubban.                  |
| Ivan "Ványa" Zakharov | Mark Ejgyelstéjn      | Ács Balázs             | Egy orosz oligarcha jómódú fia.                                                    |
| Igor                  | Jurij Boriszov        | Horváth-Töreki Gergely | Toros által felbérelt orosz testőr, aki Ványára felügyel.                          |
| Toros                 | Karren Karagulian     | Epres Attila           | Örmény felügyelő, akit Ványa apja bízott meg, hogy vigyázzon rá.                   |
| Garnik                | Vache Tovmasyan       | Mészáros Béla          | Örmény verőember, Toros testvére.                                                  |
| Nyikolaj Zakharov     | Alekszej Szerebrjakov | eredeti nyelven        | Ványa apja.                                                                        |
| Galina Zakharova      | Darja Jekamaszova     | Törtei Tünde           | Ványa anyja.                                                                       |
| Lulu                  | Luna Sofía Miranda    | Lamboni Anna           | A Headquarters klub egy másik sztriptíztáncosnője, Ani barátnője.                  |
| Diamond               | Lindsey Normington    | Kereki Anna            | Ani vetélytársa a Headquarters klubban, aki nem kedveli őt és harcol a vendégekért |
| Jimmy                 | Vincent Radwinsky     | Kapácsy Miklós         | A Headquarters sztriptízklub tulajdonosa.                                          |
| Tom                   | Anton Bitter          | Bogdán Gergő           | Ványa barátai, akik a Coney Island-i cukorkaboltban dolgoznak.                     |
| Crystal               | Ivy Wolk              | Hermann Lilla          | Ványa barátai, akik a Coney Island-i cukorkaboltban dolgoznak.                     |
| Aleks                 | Vlad Mamai            | Hám Bertalan           | Ványa barátai.                                                                     |
| Dasha                 | Maria Tichinskaya     | Angyal Anita           | Ványa barátai.                                                                     |
| Michael Sharnov       | Artyom Trubnikov      | Hannus Zoltán          | Ügyvéd.                                                                            |
| Biró                  | Michael Sergio        | Kajtár Róbert          | Biró.                                                                              |

### Magyar változat
- Magyar szöveg: Dittrich-Varga Fruzsina
- Hangmérnök: Halas Péter
- Vágó: Wünsch Attila
- Gyártásvezető: Vigvári Ágnes
- Szinkronrendező: Szalay Csongor

A szinkront a Direct Dub Studios készítette.

## A film készítése
A rendező, Sean Baker elmondta, hogy az Anora egy barátja története alapján született, aki arról mesélt neki, hogy egy orosz–amerikai friss házas nőt túszul ejtettek fedezetként. Inspirációként szolgált számára az is, hogy 2000-ben és 2001-ben esküvői videókat vágott, köztük orosz–amerikai párokét New Yorkban. Baker elmondása szerint célja az volt, hogy emberi történeteket meséljen el, lehetőleg univerzális üzenettel: „Segíteni akarok lebontani a megbélyegzést, amelyet a szexmunkára ráragasztottak és mindig is ráragasztottak.” A rendező Andrea Werhunt, kanadai írót és színésznőt – aki a Modern Whore című 2018-as memoárjában korábbi szexmunkásként szerzett tapasztalatairól írt – kreatív tanácsadóként alkalmazta.
Mikey Madisont Sean Baker akkor választotta ki Anora szerepére, miután látta őt a Volt egyszer egy Hollywood és a Sikoly című filmekben. Az érdekesség, hogy meghallgatás nélkül szerződtette. Madison az előkészületek során megtanult oroszul, látogatott sztriptízklubokat, és elsajátította a brooklyni akcentust is.\[13] Annak ellenére, hogy egyes médiumok tévesen üzbég–amerikaiként hivatkoztak a főhős Anora Mikheevára, Baker egyértelművé tette: „Anora orosz származású, és a posztszovjet térség egyik országából származik.”
A forgatás 2023 februárjában kezdődött Brooklynban, különösen a Brighton Beach, Coney Island és Sheepshead Bay városrészekben. A film 37 nap alatt készült el, ebből a forgatása 10 napot vett igénybe. A film Kodak 35 mm-es filmre készült, 4-perf szélesvásznú anamorfi formátumban, Arricam LT kamerával. A színkorrekció a DaVinci Resolve szoftverrel készült a FotoKem stúdióban. A forgatáshoz jellemzően vintage LOMO fix- és zoomobjektíveket használtak, az éjszakai jelenetekhez pedig Atlas Orion optikákat alkalmaztak. További jeleneteket Las Vegasban is forgattak, többek között a Palms Casino Resortban és a Fremont Streeten. A film képi világa a '70-es évek New York-i krimidrámái által inspirálódott, például Francia kapcsolat és a Hajsza a föld alatt című filmek által. Az egyik producer, Alex Coco, DJ-ként dolgozott a klubjelenetek zenéjén. A szereplőválogatásért maga Sean Baker volt a felelős, a filmben több mint 30 beszélő szereplő tűnik fel.